# Erromenus punctulatus
Erromenus punctulatus là một loài tò vò trong họ Ichneumonidae.